# Pseudowollastonite
La pseudowollastonite è un minerale, un politipo che si forma ad alta temperatura della wollastonite. Questo minerale si trova comunemente nelle scorie di fonderia, nel cemento e nei materiali ceramici ma è stato anche rinvenuto in natura nel 1932.

## Morfologia
La pesudowollastonite sintetica si presenta in granuli irregolari spesso di forma tabulare, in corti prismi o ancora in fibre parallele o divergenti.

## Origine e giacitura
La pseudowollastonite è stata scoperta in natura associata a melilite, pirosseno e wollastonite.